# La vie en rose (Film)
La vie en rose (Originaltitel: La Môme) ist ein französisches Spielfilm-Drama von Olivier Dahan. Der Film schildert das Leben Édith Piafs und war der Eröffnungsfilm der 57. Internationalen Filmfestspiele Berlin am 8. Februar 2007.
Die Hauptrolle spielte Marion Cotillard, die für ihre Darstellung von der Presse weitgehend gefeiert wurde und den Oscar erhielt. Sie verkörpert Piaf sowohl als 18-jährige Straßensängerin als auch als psychisch und körperlich zerstörte Frau kurz vor ihrem Tod 1963.

## Handlung
Der Film stellt episodenhaft das Leben der französischen Chanson-Sängerin Édith Piaf dar. Er beginnt 1959, als Piaf bei einem Konzert in New York auf der Bühne zusammenbricht. Von diesem Ausgangspunkt aus wird in Rückblenden ihre Lebensgeschichte erzählt: die Kindheit, in der sie im Bordell ihrer Großmutter aufwächst und eine enge emotionale Bindung zu der Prostituierten Titine aufbaut, später Reisen mit ihrem Vater Louis als Schausteller. Im Alter von 15 Jahren verlässt Edith ihren Vater und geht nach Paris. Hier lernt sie Simone Berteaut kennen, die bis zum Tod ihre treueste Freundin bleibt.
1935 wird Edith von dem Theaterbesitzer Louis Leplée zu einem Vorsingen eingeladen, nachdem er sie an einer Straßenecke hat singen hören. Leplée erfindet mit Piaf (Spatz) ihren Künstlernamen und verschafft ihr Kontakte in der Pariser Musikszene. Später wird Piaf der Teilnahme an der Ermordung Leplées verdächtigt.
In den folgenden Jahren entwickelt sich Piaf zu der außergewöhnlichen und exzentrischen Künstlerin, als die sie später bekannt wurde. Einen Tiefschlag erlebt sie nach dem Tod ihres Freundes Marcel Cerdan im Jahre 1949.
Der Film beleuchtet insbesondere die dunklen Seiten der Sängerin, so ihre Drogenabhängigkeit, ihre schweren Erkrankungen und die damit verbundenen, immer wieder auftretenden Zusammenbrüche. In ständigen Zeitsprüngen verfolgt die Biografie das Wirken Piafs bis zu ihrem Tod am 10. Oktober 1963.

## Soundtrack
Im Film La vie en rose werden insgesamt 30 Chansons von Édith Piaf eingespielt. Ein Teil, so zum Beispiel Milord, La vie en rose und Non, je ne regrette rien, wurden als Originale verwendet, jedoch digital remastert. Ein anderer Teil, zum Beispiel Mon légionnaire, wurde von Profisängerinnen neu eingespielt.

## Daten
Die Dreharbeiten begannen Anfang 2006 mit einem Budget von 20,7 Millionen Euro. Der Film  lief in Frankreich sowie den französischsprachigen Teilen von Belgien und der Schweiz am 14. Februar 2007 an. Kinostart in Deutschland war am 22. Februar, in den USA  am 6. Juni 2007. La vie en rose erreichte in Frankreich Besucherzahlen von 4,8 Millionen. Weltweit konnte der Film rund 86,3 Millionen US-Dollar einspielen.

## Kritiken
- Lexikon des internationalen Films: Dramaturgisch holprig springt der Film zwischen den Zeiten vor und zurück, verliert Personen aus den Augen und lässt weder den Bildern noch den Geschichten Raum, sich zu entfalten. Einzig die großartige Hauptdarstellerin und die unvergesslichen Chansons heben den Film aus dem inszenatorischen Patchwork-Einerlei heraus und lassen für einige berührende Augenblicke einen Mythos auferstehen.[4]

- Kino.de: Ein prächtiges, bewegendes Porträt mit starken Leistungen vor und hinter der Kamera.

- MovieGod.de: La vie en rose präsentiert sich als ambitionierte und groß ausgestattete Hommage an eine geliebte Nationalheldin, ohne sie zu glorifizieren oder das Gesamtbild zu beschönigen. Hervorragend gespielt und schön umgesetzt, berührt und unterhält der Film gleichermaßen, nicht zuletzt dank Édith Piafs großartiger Musik.

## Auszeichnungen
Oscarverleihung 2008
- Auszeichnung in der Kategorie Beste Hauptdarstellerin (Marion Cotillard)
- Nominiert in der Kategorie Beste Kostüme
- Auszeichnung in Kategorie Bestes Make-Up

Golden Globe Awards 2008
- Auszeichnung in der Kategorie Beste Hauptdarstellerin – Komödie/Musical (Marion Cotillard)

César 2008
- Nominiert in der Kategorie Bester Film
- Nominiert in der Kategorie Beste Regie
- Auszeichnung in der Kategorie Beste Hauptdarstellerin (Marion Cotillard)
- Nominiert in der Kategorie Bester Nebendarsteller (Pascal Greggory)
- Nominiert in der Kategorie Beste Nebendarstellerin (Sylvie Testud)
- Nominiert in der Kategorie Bestes Original-Drehbuch
- Nominiert in der Kategorie Bestes Szenenbild
- Auszeichnung in der Kategorie Beste Kostüme
- Auszeichnung in der Kategorie Beste Kamera
- Auszeichnung in der Kategorie Bester Schnitt
- Auszeichnung in der Kategorie Bester Ton

Europäischer Filmpreis 2007
- Nominiert in der Kategorie Film
- Nominiert in der Kategorie Beste Darstellerin (Marion Cotillard)

British Academy Film Awards 2008
- Auszeichnung in der Kategorie Beste Hauptdarstellerin (Marion Cotillard)
- Auszeichnung in der Kategorie Beste Filmmusik (Christopher Gunning)
- Auszeichnung in der Kategorie Beste Kostüme (Marit Allen)
- Auszeichnung in der Kategorie Beste Maske (Jan Archibald, Didier Lavergne)
- Nominiert in der Kategorie Bester Ton (Laurent Zeilig, Pascal Villard, Jean-Paul Hurier, Marc Doisne)
- Nominiert in der Kategorie Bestes Szenenbild (Olivier Raoux)

Internationale Filmfestspiele Berlin 2007
- Nominierung für den Goldenen Bären

Hollywood Film Festival 2007
- Nominiert in der Kategorie Hollywood Breakthrough Award für Marion Cotillard

Satellite Awards 2007
- Auszeichnung in der Kategorie Beste Hauptdarstellerin – Drama (Marion Cotillard)
- Nominiert in der Kategorie Bester ausländischer Film
- Nominiert in der Kategorie Beste Regie
- Nominiert in der Kategorie Beste Nebendarstellerin – Drama (Emmanuelle Seigner)
- Nominiert in der Kategorie Bester Schnitt
- Nominiert in der Kategorie Bester Ton
- Nominiert in der Kategorie Beste Kostüme

Seattle International Film Festival 2007
- Auszeichnung in der Kategorie Best Actress für Marion Cotillard

Cabourg Romantic Film Festival 2007
- Auszeichnung in der Kategorie Best Actress für Marion Cotillard